# Eugène Charles Jolivet
Eugène Charles Jolivet (ur. 8 marca 1868 w Périgueux, zm. 17 czerwca 1926 w Warszawie) – francuski oficer marynarki wojennej, kontradmirał. 
Do marynarki wojennej wstąpił w 1886 i jako aspirant służył do 5 października 1889. Następnie w okresie od 1 kwietnia do 13 lipca 1892 służył na pancerniku „Suffren” pod dowództwem Emila Talpomba, wchodzącego w skład stacjonującej w Cherbourgu Eskadry Północnej. 8 lipca 1892 awansował do stopnia chorążego. Od 1 stycznia 1894 służył na niszczycielu „Grenadier” pod dowództwem Louisa Doynel de Quincey. Od  1 stycznia 1896 służył na korwecie „Dumont-d’Urville” na Oceanie Indyjskim. Od 9 sierpnia 1896 przez sześć miesięcy urlopowany, następnie służył na okrętach „Requin” i „Salve”. 1 września 1898 awansowany do stopnia porucznika. Od 1 stycznia 1899 w Szkole Oficerów Marynarki w Tulonie. Od 19 listopada 1899 zaliczony do rezerwy obsady niszczycieli obrony ruchomej w Cherbourgu. Od 1 stycznia 1901 szkolił praktykantów z niszczycieli na pancerniku „Magenta”. W dniu 15 czerwca 1092 został dowódcą łodzi podwodnej „Gymnôte”, a następnie od 7 lutego 1093 łodzi podwodnej „Gustav Zédé” w bazie morskiej w Tulonie. W 1904 służył na okrętach „Foudre” i „Shamrock”. 
31 grudnia 1904 odznaczony kawalerią Legii Honorowej. W 1907 otrzymał patent kapitański. Od 1909 służył na krążowniku pancernym „Marseillaise”. Od 8 lutego 1911 do 1 lutego 1912 w Sztabie Marynarki Wojennej w Paryżu. W okresie I wojny światowej służył na różnych okrętach. 23 czerwca 1917 awansowany do stopnia kapitana marynarki wojennej. 27 stycznia 1918 r. odznaczony krzyżem oficerskim Legii Honorowej. 1 stycznia 1921 został dowódcą krążownika „Jeanne d’Arc”, okrętu szkoleniowego oficerów marynarki. W okresie od 5 marca 1923 do 20 lutego 1925 był szefem francuskiej misji marynarki wojennej w Polsce. 18 listopada 1923 awansowany do stopnia kontradmirała. 27 grudnia 1925 otrzymał komandorię Legii Honorowej. Pochowany w Paryżu.